# Madly Loving You
Madly Loving You è un album di Bob Brookmeyer pubblicato nel 2001 dalla Challenge Records.

## Tracce
1. Septuagenary Revels – 7:20 (Bill Holman)
2. Green Dreams – 8:20 (Marko Lackner)
3. Anthem – 6:58 (Maria Schneider)
4. Going On – 9:13 (Manny Albam)
5. Nice Tie, a Pair O Sox – 9:54 (Jim McNeely)
6. Small Prelude, You Will See It (If You Go There) – 11:16 (Frank Reinshagen)
7. Madly Loving You – 8:54
8. Processional – 3:39 (John Hollenbeck)
9. Desiderata – 7:10 (John Hollenbeck)

## Musicisti
- Bob Brookmeyer - trombone a pistoni
- Edward Partyka - conduttore musicale
- Matthias Erlewein - clarinetto, sassofono soprano, sassofono tenore, flauto
- Marko Lackner - sassofono alto, sassofono soprano, flauto, piccolo
- Oliver Leicht - sassofono alto, sassofono soprano, clarinetto, piccolo
- Frank Delle - sassofono tenore, sassofono soprano, clarinetto, flauto alto
- Edgar Herzog - sassofono baritono, clarinetto, clarinetto basso, flauto
- Thorsten Benkenstein - tromba
- Sebastian Strempel - tromba
- Torsten Maass - tromba
- Thomas Gansch - tromba
- Christine Chapman - french horn
- Pip List - french horn
- Isabelle Van De Wiele - french horn
- Richard Henry - trombone basso
- Christian Jaksjø - trombone
- Dominik Stöger - trombone
- Ansgar Striepens - trombone
- Andy McKreel - tuba
- Ingmar Heller - contrabbasso (brani 1, 3, 4, 5, 6 & 9)
- John Goldsby - contrabbasso (brani 2, 7 & 8)
- John Hollenbeck - batteria